# 阎象
閻象，東漢末期人物，袁術部下為主簿。建安元年（196年），袁術欲稱帝，閻象以袁術勢力未足，而且漢室又未算暴虐，勸諫袁術不要稱帝。袁術聽後默然不悅，最後袁術仍然在建安二年（197年）稱帝，並因勢力未足而且民心盡失而敗亡。